# Philippenzo
Philippenzo (настоящее имя — Филипп Козлов; род. 25 декабря 1984, Волгоград, СССР) — современный российский художник. Работает в области стрит-арта. Известен работами на остросоциальные темы.

## Биография
Филипп Козлов родился в Волгограде 25 декабря 1984 года. С 1991 по 2002 год учился в волгоградской гимназии № 4. Позже Козлов получил образование в ВолгГТУ и Британской высшей школе дизайна.
Изначально Philippenzo добавлял к своему псевдониму Madonnaro, производное от «мадоннари» — средневековых художников Италии, рисовавших на мостовых. Работы мадоннари вдохновили Philippenzo начать свой путь уличного художника с трёхмерной живописи на асфальте. Художник также рисовал в разных городах мира арты из луж, которые исчезали при высыхании воды. Помимо уличных работ Philippenzo также делает пиксельные холсты в авторской технике высокого дриппинга. Пиксель-арт также встречается в его уличных работах. В интервью BBC Philippenzo объясняет, что значительное влияние на такие его работы как «Озеро» и «Поцелуи» оказала монстрация.
В 2021 году Philippenzo участвовал в акции поддержки издания «Медуза». Его работа была представлена в NFT-коллекции. Все вырученные от этой коллекции деньги должны были быть перечислены изданию в криптовалюте.
29 июля 2023 года по возвращении из Грузии в Москву Philippenzo был задержан в аэропорту, где на него составили протокол о неповиновении полиции. Суд в Москве арестовал художника на 15 суток. По словам Philippenzo, в суд его доставили 10 августа, а сам процесс прошёл без адвоката художника. 11 августа Люберецкий городской суд Подмосковья дал Philippenzo ещё 15 суток ареста по статье о неповиновении полиции.
13 октября 2023 года Philippenzo был вынужден эмигрировать в Литву из-за уголовного дела о вандализме по мотивам политической ненависти. В итоге 25 октября того же года стало известно, что МВД объявило художника в розыск.

## Известные работы

### «Озеро»
В июле 2019 года в Екатеринбурге Philippenzo нарисовал работу «Озеро». Она была сделана в рамках партизанского фестиваля «Карт-Бланш». Инсталляция представляет собой нарисованный экран телевизора, по которому показывают балет «Лебединое озеро». Надпись на работе гласит: «Бесконечных двадцать лет мы с надеждой ждём балет». Работа Philippenzo была отмечена блогером Ильёй Варламовым, а спустя четыре года они сделали коллаборацию в виде набора футболок с принтом «Озера» на них.

### «Поцелуи»
В конце июля 2019 года в рамках проекта «Стена» на территории центра современного искусства «Винзавод» появилось граффити Philippenzo — «Поцелуи». Слово «поцелуи» в этой работе написано тем же шрифтом, что и слово «полиция» на наспинных шевронах у сотрудников МВД, а камуфляжный узор на фоне составлен из отпечатков человеческих губ. Граффити посвящено борьбе со страхом перед человеком в форме и полицией как таковой. Позже эта работа была взята Philppenzo за основу его фирменных стикеров.

### «Двадцать»
В июне 2020 года Philippenzo сделал новую работу в Москве под названием «Двадцать». Граффити представляет собой чёрно-белый пиксель-арт президента России Владимира Путина с перечёркнутыми красными крестами на его глазах. Эти два креста переосмысливают римскую цифру XX равную 20-летнему сроку пребывания Путина во власти. Своей работой Philippenzo высказался против поправки об «обнулении сроков» действующего президента России.

### «Цинк наш»
9 мая 2022 года в Волгограде Philippenzo нарисовал работу «Цинк наш», изображающую скопление гробов. На одном из гробов в углу граффити изображена буква Z, ставшая символом поддержки вторжения России на Украину. В комментарии к своему посту с фотографией работы Philippenzo назвал Россию страной-агрессором. В июне 2022 года Ворошиловский районный суд Волгограда оштрафовал художника на 80 тысяч рублей за граффити «Цинк наш» по административной статье о дискредитации армии.

### «Изроссилование»
12 июня 2023 года, накануне дня России, Philippenzo сделал работу «Изроссилование» под Электрозаводским мостом в Москве. В записи с фото этой работы Philippenzo написал: «То, что сегодня творит эта страна, другим словом назвать не получается».
Филолог Ксения Туркова в своей заметке, опубликованной 22 сентября 2023 года в интернет-издании «Холод», подчеркнула, что придуманное художником Philippenzo слово «Изроссилование» точно отражает риторику президента России Владимира Путина, которая изначально нормализовала насилие — сексуализированное, физическое, психологическое, и установила культ силы, а также и вектор российской внешней политики, а именно принуждение «любви» актом жестокого насилия, а ещё и влияние российской пропаганды на сознание россиян.

### «Русская радуга»
В декабре 2023 года представил работу под названием «Русская радуга». Этой работой Philippenzo критикует признание ЛГБТ «экстремистской организацией», констатируя: «Режим, выбрав себе самого незащищенного внутреннего врага, обнажил свою феноменальную слабость». Картина «Русская радуга» представляет собой шесть продольных полос, как у флага ЛГБТ, но цветами делающая отсылку к российскому флагу. 5 декабря 2023 года работа была продана на онлайн-аукционе.